# マールワー

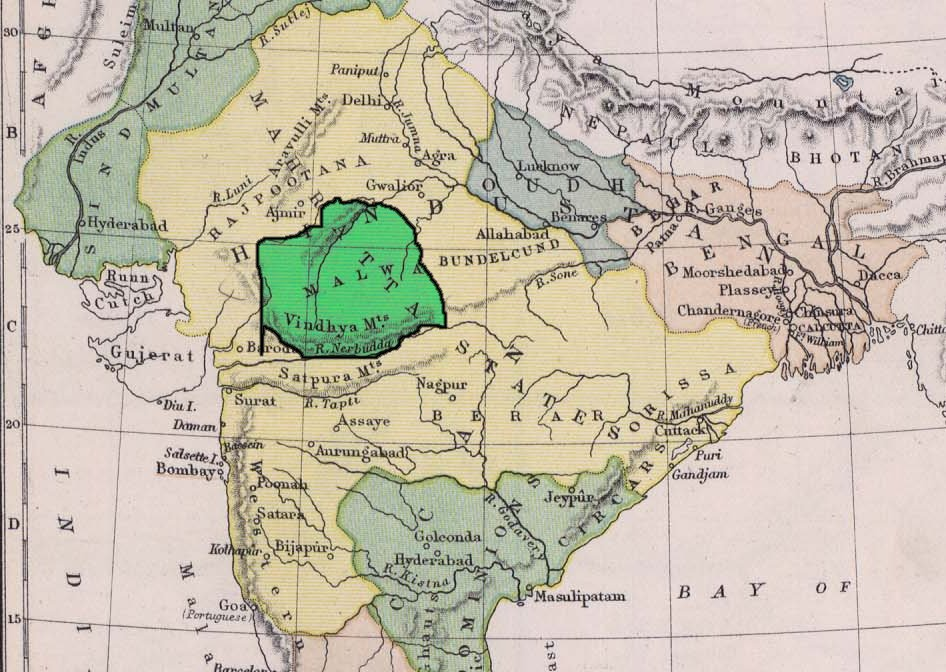
マールワーの位置

マールワー （Mālwā、मालवा）は、インド中部、マディヤ・プラデーシュ州南西端一帯の地方名。その範囲は歴史的にも一定しないが、グジャラートの東、ラージプーターナーの南、ボーパールの西、ヴィンディヤ山脈とその北麓に広がるデカン高原の北端部を指す。
標高は400～600mで、北はほぼ北緯23度30分までをいうが、南はナルマダー川の河谷平野を含ませる場合もある。
マールワーは、黒色綿花土に覆われた肥沃な農業地帯で、ミレット（雑穀）、豆類、綿花、小麦などの産地であって、ガンジス川中上流域とアラビア海及びデカン高原を結ぶ幹線交通路が走り、特に中世史において重要な役割を果たした。
古名は、マーラヴァ（Mālava）といい、これはもともと種族名で、『マハーバーラタ』や『ラーマーヤナ』にも見られ、アレキサンダー大王の水軍に抵抗したパンジャブ地方のMalloiという種族がマーラヴァ族ではないかという研究者もいる。
マーラヴァの名前は、ヴィクラマ暦（紀元前57年）の別名Mālavagana-sam-vatやMālavānam-jayah（マーラヴァ族の勝利）という銘文をもつ貨幣に見られる。
現在のマールワーを指すようになったのは6世紀以降と思われる。玄奘が来印したときは、西海岸に近いカイラやアフマダーバード付近を摩臘婆（マーラヴァー）と呼んでおり、これは種族名によるものと思われ、現在のマールワー地方をマーラヴァ、マールワーと呼ぶことが定着したのは、10世紀以降である。
紀元前6～紀元前5世紀の十六国並存時代には、ウッジャインを根拠地とするアヴァンティ王国がそのうちひとつを構成していた。前270年ごろはアショーカ王がこの地の太守となっている。紀元前後は、サータヴァーハナ朝の支配下にあったことが貨幣の出土で知られる。
グプタ朝のチャンドラグプタ2世のとき、この地がグプタ朝の重要な所領となり、マールワーは天文学、占星術が発達し、「シャクンタラー」で知られる詩人カーリダーサの出身地としても知られた。
528年、en:Aulikarasのマールワー王ヤショーダルマンがエフタルのミヒラクラを破って、カシミールに敗走させた。
プラティハーラ朝（750年頃 - 1018年あるいは1036年）は、この地方から台頭し、カナウジに遷都して北インドの大半を征服することとなり、ラーシュトラクータ朝とこの地を巡って抗争することとなる。プラティハーラ朝が衰退すると、10世紀後半頃からパラマーラ朝の本拠となるなどラージプート諸王朝の重要な所領であった。
また13世紀以降は、イスラム王朝の進出、まず、1234年、奴隷王朝のイルトゥトゥミシュによってウッジャインが攻撃されて古寺が破壊され、続くハルジー朝時代に征服された。
1401年～1531年には、ここを中心に独自のムスリム王国が成立した。ムガル帝国領となった後、18世紀～19世紀には、マラーター諸族間の抗争の地となった。イギリス領になると、多数のヒンドゥー藩王国が分立した。